# Virtus.pro
Virtus.pro är en polsk E-sport organisation med lag i spelen Counter-Strike: Global Offensive, Dota 2, World of Tanks, Starcraft II, Hearthstone, League of Legends, Quake Champions och Heroes Of The Storm. Deras CS:GO lag är baserat i Polen och har länge varit ett av världens bästa lag.

## Counter-Strike: Global Offensive
| ID              | Namn                  |
| --------------- | --------------------- |
| TaZ             | Wiktor Wojtas         |
| NEO             | Filip Kubski          |
| pashaBiceps     | Jarosław Jarząbkowski |
| byali           | Paweł Bieliński       |
| Snax            | Janusz Pogorzelski    |
| kuben (Tränare) | Jakub Gurczyński      |